# Zonocyba
Zonocyba är ett släkte av insekter som beskrevs av Vilbaste 1982. Zonocyba ingår i familjen dvärgstritar.
Släktet innehåller bara arten Zonocyba bifasciata.